# Вулька-Корчовська
Вулька-Корчовська (пол. Wólka Korczowska) — село в Польщі, у гміні Ломази Більського повіту Люблінського воєводства. Населення — 64 особи (2011).

## Історія
За даними етнографічної експедиції 1869—1870 років під керівництвом Павла Чубинського, у селі переважно проживали греко-католики, які розмовляли українською мовою.
У 1975—1998 роках село належало до Білопідляського воєводства.

## Демографія
Демографічна структура станом на 31 березня 2011 року:
|          | Загалом | Допрацездатний вік | Працездатний вік | Постпрацездатний вік |
| -------- | ------- | ------------------ | ---------------- | -------------------- |
| Чоловіки | 37      | 4                  | 29               | 4                    |
| Жінки    | 27      | 3                  | 15               | 9                    |
| Разом    | 64      | 7                  | 44               | 13                   |